# Lord Sinclair

Wappen der Lords Sinclair

Lord Sinclair (auch Saint Clair) ist ein erblicher britischer Adelstitel in der Peerage of Scotland.

## Verleihungen und Geschichte des Titels
Der Titel wurde ursprünglich 1449 von König Jakob II. von Schottland an William Sinclair verliehen. Dieser war bereits seit 1420 als Vasall des Königs von Norwegen Jarl von Orkney. Am 28. August 1455 erhob ihn Jakob II. auch zum Earl of Caithness. Als König Christian I. von Dänemark, Norwegen und Schweden seine Tochter Margarethe an König Jakob III. von Schottland verheiratete, erhielt sie Orkney und Shetland als Mitgift, wodurch diese Territorien 1470 an die schottische Krondomäne fielen und der Titel Jarl von Orkney erlosch. William erhielt im Gegenzug Ravenscraig Castle in Fife. 1476 verzichtete der Earl zugunsten seines jüngeren Sohnes aus zweiter Ehe William († 1513) auf seinen Earlstitel; er tat dies, um seinen ältesten Sohn aus erster Ehe William († 1487) vom Erbe auszuschließen. Dieser erhielt lediglich den Titel Lord Sinclair und wenige Ländereien. Dessen Ur-ur-urenkel, dem 9. Lord, starb am 10. November 1674 ohne Söhne zu hinterlassen. Der Titel wurde daraufhin am 1. Juni 1677 Henry St Clair als 10. Lord bestätigt. Dieser war der Sohn der 1666 verstorbenen Tochter des 9. Lords Catherine Sinclair aus der Ehe mit ihrem entfernten Verwandten John St Clair of Herdmanston (1632–1672). Es ist unter Historikern umstritten, ob der Lord-Titel bereits ursprünglich als in weiblicher Linie vererbbar galt. Womöglich ist der Titel 1674 erloschen und wurde 1677 mit rückwirkender Präzedenz ab 1449 und erweiterten Erbregelungen neu verliehen. Als der 10. Lord am 14. März 1723 starb, war dessen Sohn und Erbe, John St Clair, Master of Sinclair (1683–1750), bereits aufgrund seiner Beteiligung am Jakobitenaufstand von 1715 geächtet worden, wodurch der Titel verwirkt war. Am 25. April 1782 entschied das House of Lords, dass der Titel den Nachfahren eines Cousins des 10. Lords zustünde und bestätigte Charles St Clair als 13. Lord. Heutiger Titelinhaber ist seit 2004 dessen Ur-ur-urenkel als 18. Lord.

## Liste der Lords Sinclair (1449)
- William Sinclair, Jarl von Orkney, 1. Earl of Caithness, 1. Lord Sinclair († 1480)
- William Sinclair, 2. Lord Sinclair († 1487)
- Henry Sinclair, 3. Lord Sinclair († 1513)
- William Sinclair, 4. Lord Sinclair († 1570)
- Henry Sinclair, 5. Lord Sinclair (1528–1601)
- Henry Sinclair, 6. Lord Sinclair (1581–1602)
- James Sinclair, 7. Lord Sinclair († 1607)
- Patrick Sinclair, 8. Lord Sinclair († 1615)
- John Sinclair, 9. Lord Sinclair (1610–1674)
- Henry St Clair, 10. Lord Sinclair (1660–1723) (Titel durch Erbe verwirkt 1723)
- Charles St Clair, de iure 11. Lord Sinclair († 1775)
- Andrew St Clair, de iure 12. Lord Sinclair (1733–1775)
- Charles St Clair, 13. Lord Sinclair (1768–1863) (Titel rückwirkend wiederhergestellt 1782)
- James St Clair, 14. Lord Sinclair (1803–1880)
- Charles St Clair, 15. Lord Sinclair (1831–1922)
- Archibald St Clair, 16. Lord Sinclair (1875–1957)
- Charles St Clair, 17. Lord Sinclair (1914–2004)
- Matthew St Clair, 18. Lord Sinclair (* 1968)

Titelerbe (Heir apparent) ist der Sohn des aktuellen Titelinhabers, Harry St. Clair, Master of Sinclair (* 2007).